# 聖麗塔 (馬拉尼昂州)
圣丽塔是巴西马拉尼昂州的一个市镇。总面积786.081平方公里，总人口29958人，人口密度38.1人/平方公里。